# Elpermeerpad

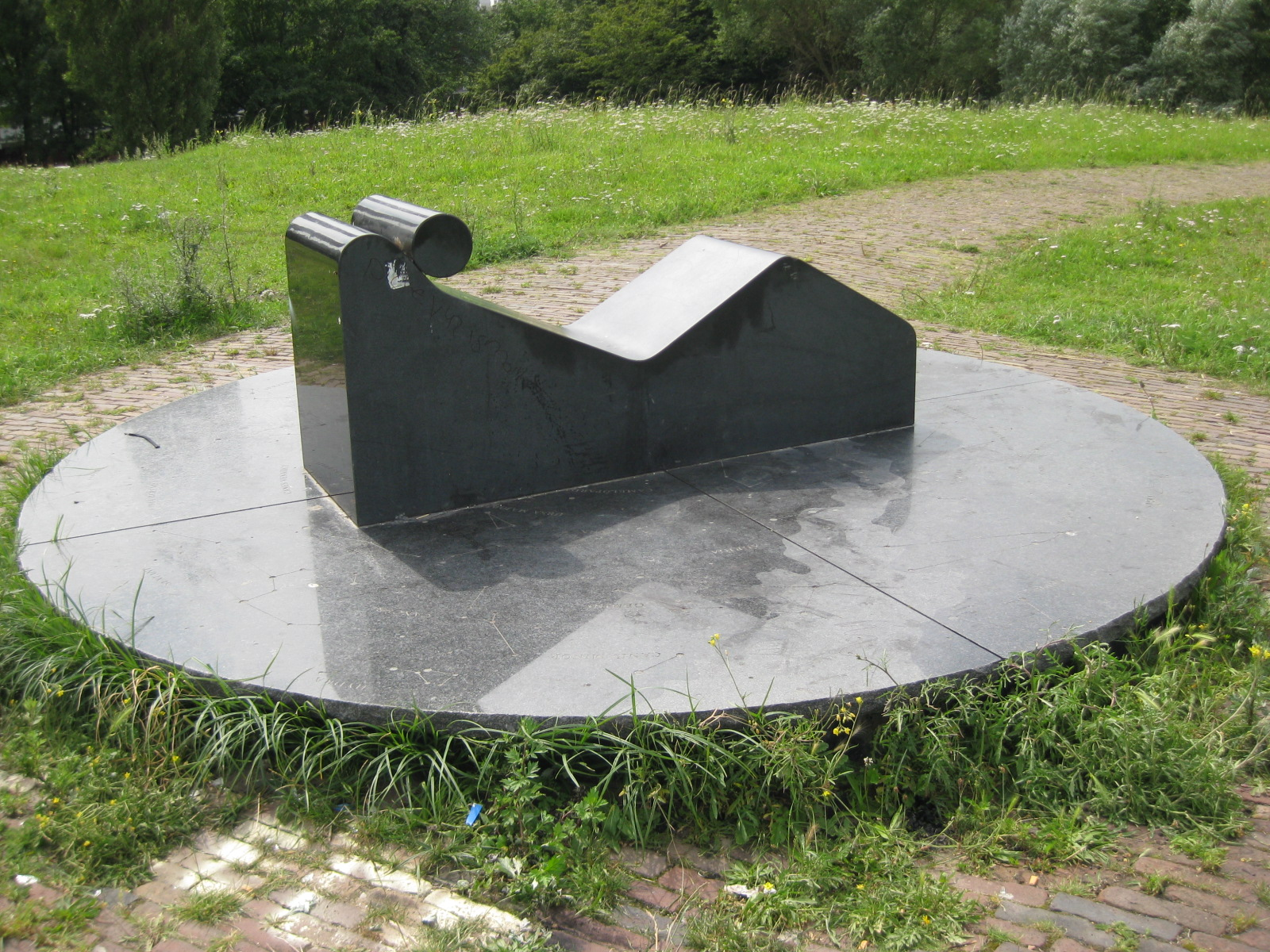
Observatorium Noord (2 augustus 2011)

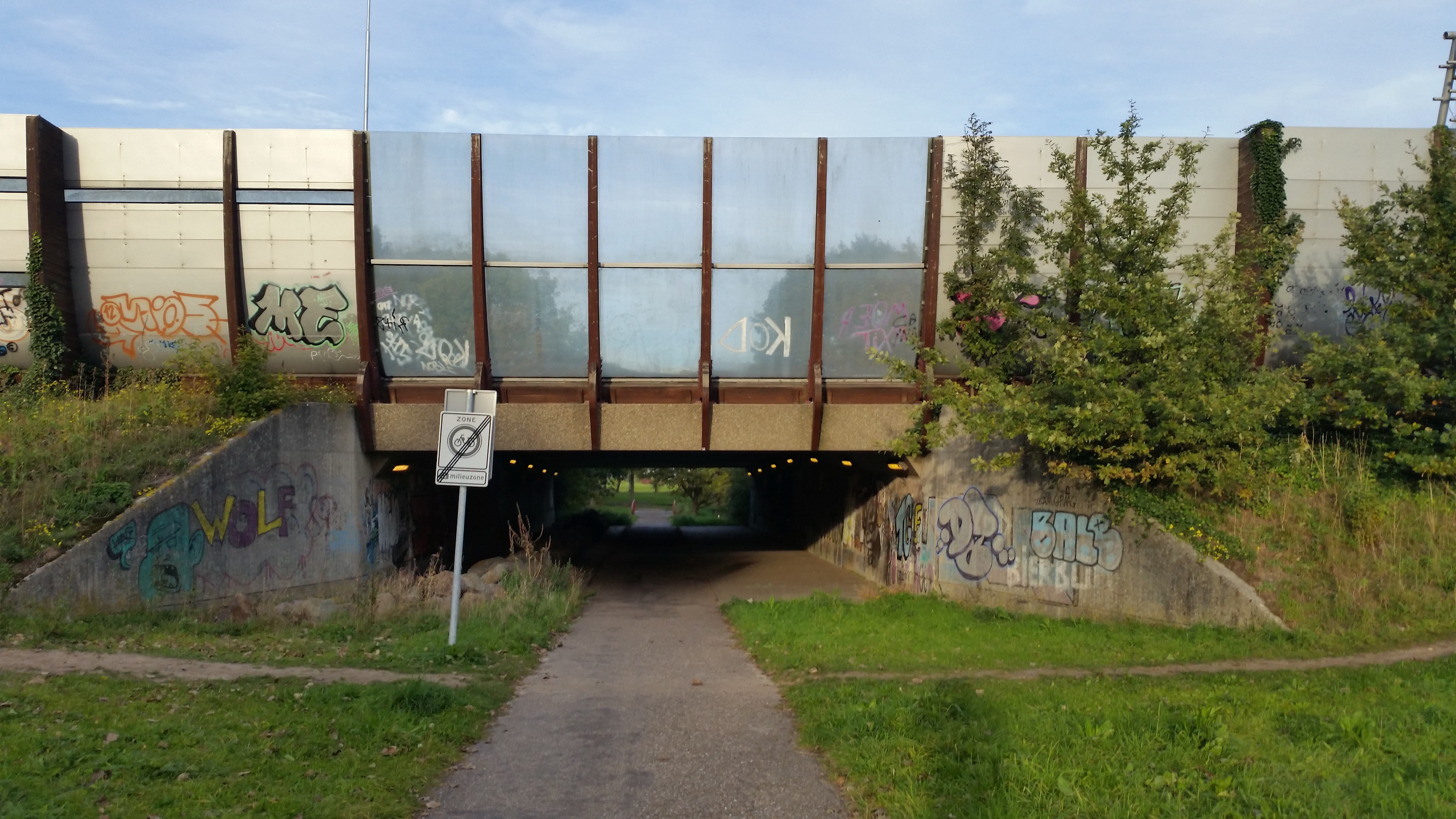
Elpermeerpadbrug (november 2018)

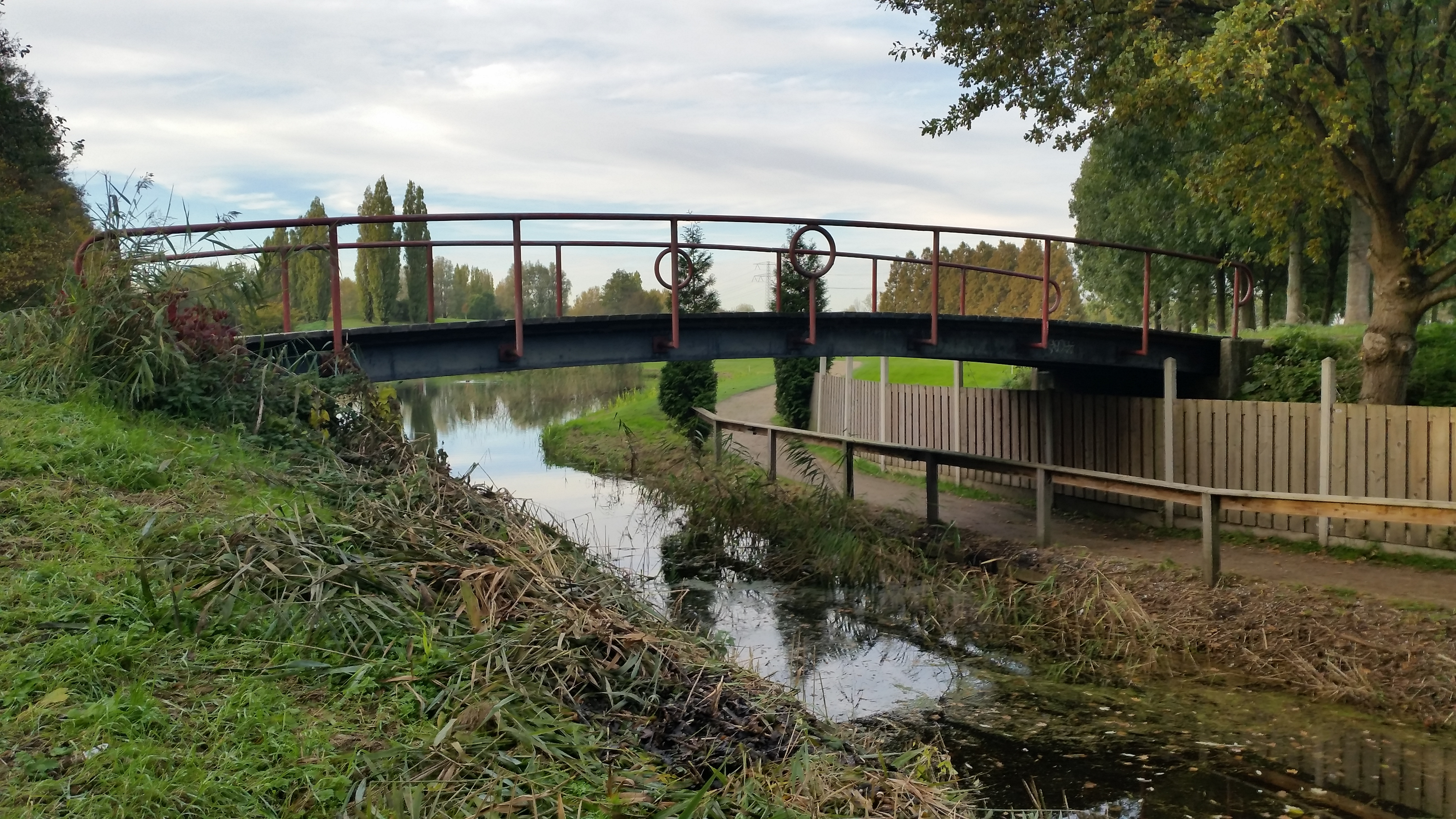
Brug 1755 (november 2018)

Het Elpermeerpad is een voet- en fietspad in Amsterdam-Noord. Het pad begint in de stadsbebouwing van Amsterdam-Noord, zijnde hoogbouwflats aan Elpermeer. Daarna duikt het middels de Elpermeerpadbrug onder de Rijksweg 10 (beter bekend als Ringweg-Noord) door. Ze loopt dan door tot aan de Buikslotermeerdijk.

## Geschiedenis
Die Elpermeerpadbrug was er eerder dan het pad zelf. De Rijksweg 10 kreeg allerlei bruggen en viaducten in zich, omdat de weg alleen ongelijkvloerse kruisingen moest krijgen. Op het traject Zeeburgertunnel tot de Nieuwe Leeuwarderweg werden in 1987 in het dijklichaam uitsparingen gemaakt voor diverse kunstwerken. Daarvan is die van de Nieuwe Leeuwarderweg de grootste, want dat is ter plaatse de op een na grootste weg. Even daarvoor (qua plaats) werd een voet- en fietstunnel in het dijklichaam uitgegraven voor het nog aan te leggen pad. Op een foto van het gebied van 3 juli 1987 is het viaduct al wel te zien, maar van het voet- en fietspad is nog geen spoor te bekennen.
Eind 2017 wilde de gemeente alle viaducten, bruggen en tunnels in de Rijksweg een naam geven verwijzend naar een straat in de buurt, zodat ze makkelijker te identificeren zijn. Dat leverde hier een probleem op, want vanwege de afgelegen plek verstopt achter hoogbouwflats was alles nog naamloos gebleven. De gemeente benoemde daarom in één sessie zowel het Elpermeerpad (Elpermeer-Buikslotermeerdijk) als de Elpermeerbrug.
Zowel pad als brug zijn vernoemd naar de straat Elpermeer, die al op 24 februari 1966 haar naam kreeg. Die straat is vernoemd naar een boswachterij nabij Grolloo/Schoonloo, Drenthe.

## Bouwwerken
Er is geen bebouwing neergezet aan het pad, dat dwars door een poldergebied loopt.

### Observatorium
Het Elpermeerpad moet direct na haar vertrek een omweg nemen. Ter plaatste is een terp ingericht voor een observatorium van kunstenaar Marinus Boezem uit 1992. Het is een openluchtobservatorium; het kunstwerk bestaat uit een op de heuvel geplaatste granieten stoel, waarop de astronoom kan plaatsnemen om de sterrenhemel te bekijken. Marinus Boezem nam de Chaise longue van Le Corbusier als voorbeeld. Boezem wilde met dit werk aangeven, dat je alles volledig onder controle lijkt te hebben (stoel, onderzoek zijn voor ieder bereikbaar), maar in wezen niets onder controle hebt (de hemel en de ongemakkelijke zithouding). De granieten plaat rond de stoel laat de noordelijke sterrenhemel zien. Het observatorium wordt middels een steen in het pad naar het object aangekondigd; Observatorium; Boezem, 1992.

### Elpermeerpadbrug
Het viaduct is een creatie van Rijkswaterstaat, die bijna alle kunstwerken in de Rijksweg 10 ontwierp. Het is een bouwwerk bijna geheel uit beton opgetrokken. Bij bijna alle kleinere viaducten en tunnels onder de ringweg zijn faunapassages aangebracht, zodat kleine zoogdieren ongestoord de stad in en uit kunnen trekken. Er ligt daartoe een strook grote ruwe stenen langs de tunnelwand. Vanwege de afgelegenheid zijn de tunnelwanden slachtoffer van spuitbusvandalisme.

### Brug 1755
Direct ten noorden van de Elpermeerpadbrug kruist het Elpermeerpad een ringsloot. Het omliggende terrein ten noorden van de Rijksweg is ingericht als golfterrein. Om water en golfers ongestoord het pad te kunnen laten kruisen is een brug aangelegd die zowel de sloot als een voetpad van het terrein overspant. De brug is gelegd tussen betonnen landhoofden met een stalen overspanning waarop dwars houten planken liggen voorzien van een antisliplaag. De brug heeft voor Amsterdam een afwijkende kleur leuning: rood.